# Clan MacAlister
Le clan MacAlister est un clan écossais. Il est à son origine une branche séparée du clan Donald. Le clan MacAlister se revendique d'Alasdair Mòr, fils de Domhnall, fondateur du clan Donald. C'est d'Alasdair Mòr que le clan tire son nom ; ce nom est une anglicisation du gaélique MacAlasdair, qui signifie « fils d'Alasdair ». Au XVe siècle, le chef du clan siégeait à Kintyre, et le clan y resta groupé jusqu'au XVIIIe siècle, lorsqu'un chef vendit le domaine familial pour lui préférer un domaine dans les Lowlands écossaises.

## Nom
Le clan MacAlister tire son nom d'Alasdair Mòr, fils de Domhnall, fondateur du clan Donald. Le nom gaélique MacAlasdair, qui signifie « fils d'Alasdair », a été anglicisé en MacAlister, plus rarement en MacAlistair. 

## Histoire

### origines
Le clan MacAlister est issu du clan Donald, l'un des plus grands clans écossais. L'ancêtre éponyme du clan Donald est Domhnall, fils de Raghnall, lui-même fils de Somhairle. Les généalogies traditionnelles du clan Donald, récitées puis transcrites à la fin du Moyen Âge, attribuent au clan une descendance de divers personnages irlandais légendaires. Les historiens modernes, cependant, se méfient de ces généalogies traditionnelles, et considèrent Somhairle, fils de Gilles Brighde, comme le plus ancien ancêtre pour lequel il existe de réelles sources historiographiques. Somhairle était un chef légendaire du XIIe siècle, surnommé « roi des îles » et « roi d'Argyll » dont il n'existe aucune documentation de son accession au pouvoir.

## Généalogie et génétique
Le site suisse MyTrueAncestry, remarque une surreprésentation du sous-clade R1b1a1b1a1a2c1b1a sur le chromosome Y des hommes issus en lignée mâle de ce clan. Ce sous-clade est une variante du marqueur FGC11134, présent dans le patrimoine génétique des populations celtiques. Il ne semble pas apparaître de marqueur caractéristique dans l'ADN mitochondrial des membres de ce clan.

## Titulaure

### Le chef de clan
L'actuel chef du clan est William St John Somerville McAlester de Loup et Kennox, chef du nom et des armes de MacAlister. Le chef a été reconnu comme tel par le Lord Lyon King of Arms, en 1991. La désignation gaélique des chefs du clan MacAlister est Mac Iain Duibh en référence à Eoin Dubh, dont les MacAlister de Loup prétendent descendre.

## Personnalités issues du clan
- Autres membres issus du clan :

## Devise
- En latin : Fortiter
- En français : Fortement
- En anglais : Strongly, With Strength

## Tartan
.

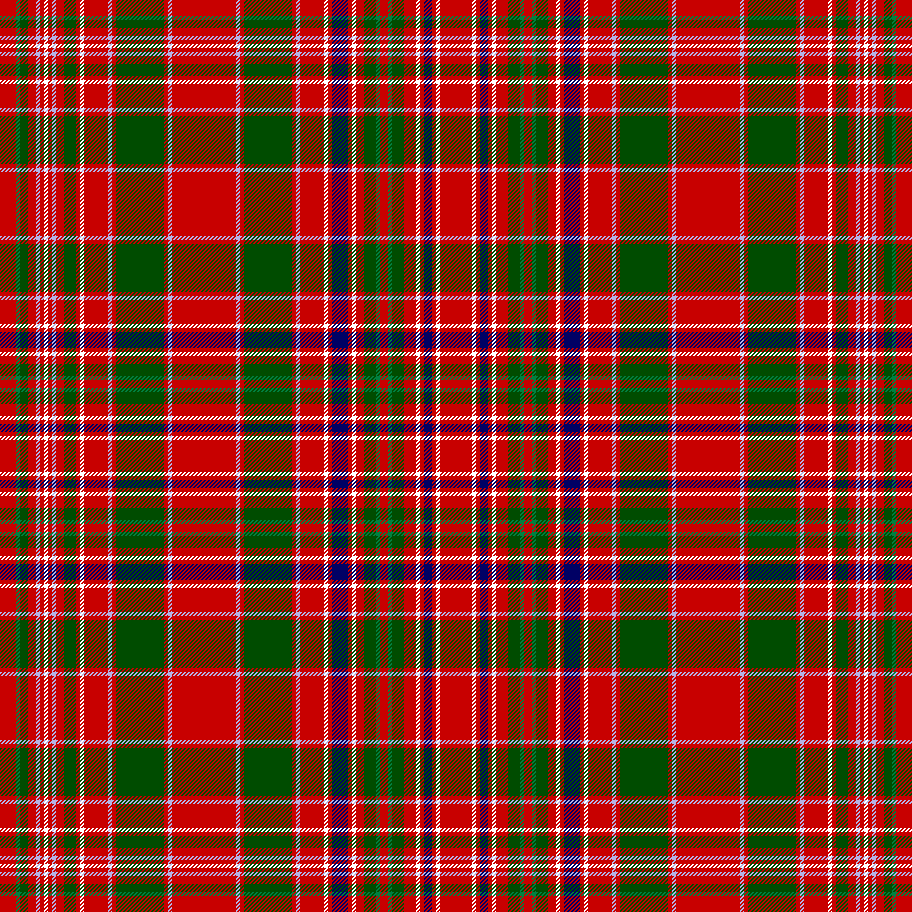
Version du tartan MacAlister datant du début du XIXe siècle, approuvée par le chef du clan en 1845

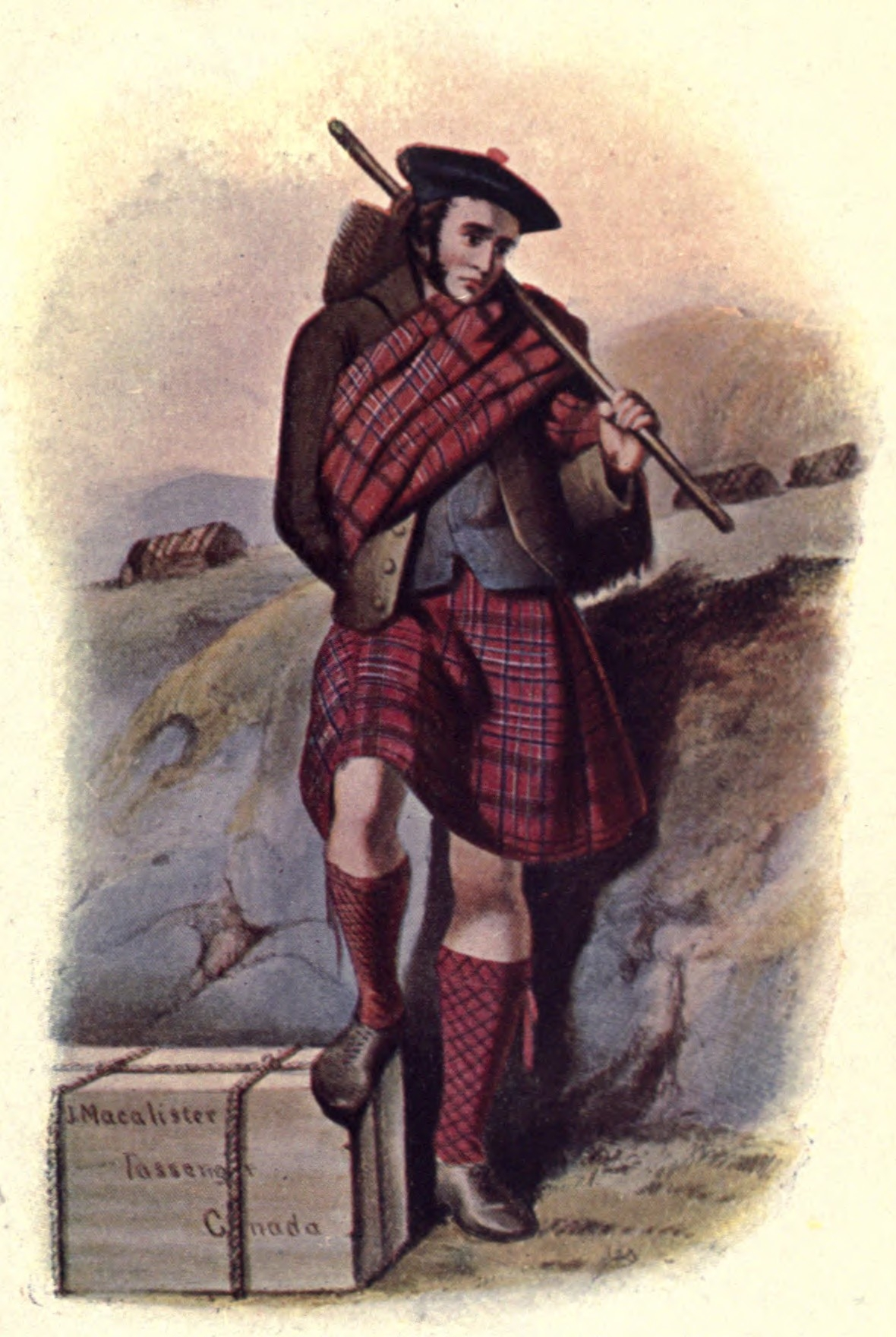
Sous l'ère victorienne, R.R. McIan présentait de manière très romantique un membre du clan MacAlister en larmes, sur le point d'émigrer au Canada.

Plusieurs tartans sont attribués au clan MacAlister. Il est probable que les macAlister aient porté le tartan du clan Donald jusqu'au début du XIXe siècle. . Le tartan illustré à droite date du XIXe siècle et fut approuvé comme tartan de clan par le chef en 1845. En 2005, le chef de clan a approuvé un autre tartan appelé « MacAlister Dress ». Il s'agit d'un tartan moderne. C'est également le tartan officiel de la MacAlister Clan Society of North America.